# Ziegelei Böckingen

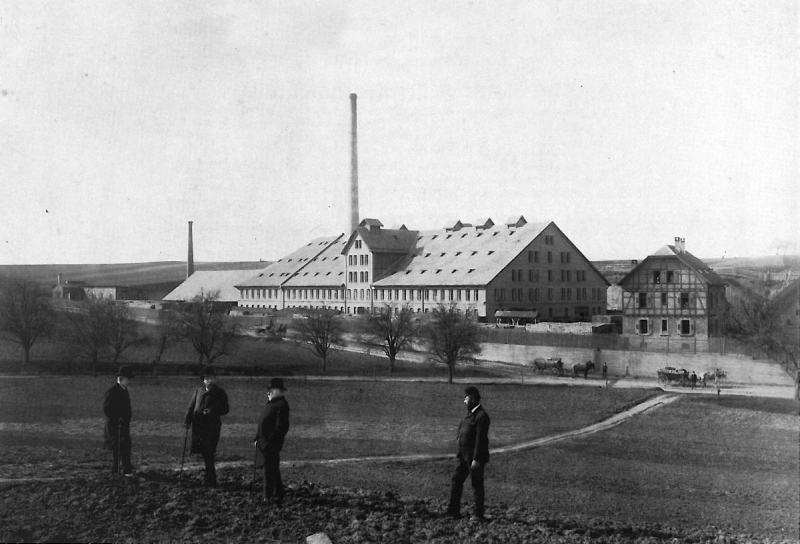
Die Ziegelei in Böckingen 1882

Die Böckinger Ziegelei war eine Ziegelei in Böckingen, die in den 1870er Jahren von der Baugesellschaft Heilbronn gegründet wurde und bald den Hauptgeschäftszweck der Gesellschaft ausmachte. Das Unternehmen profitierte zunächst vom Bauboom der Gründerzeit und fusionierte nach den wirtschaftlich schwierigen Jahren des Ersten Weltkriegs und der Inflationszeit mit der Ziegelei in Neckargartach, die jedoch wenige Jahre später geschlossen wurde. Der Wiederaufbau nach dem Zweiten Weltkrieg führte zu einer nochmaligen Blüte des Unternehmens, bevor es 1971 durch einen Konkurrenten übernommen wurde und mit dessen Konkurs 1983 ebenfalls zugrunde ging.
Auf dem früheren Betriebsgelände der Böckinger Ziegelei befindet sich heute der öffentliche Ziegeleipark. An die Ziegelei erinnern außerdem noch viele der historischen Gebäude in Böckingen und den umliegenden Ortschaften, die mit Ziegeln aus Böckinger Produktion errichtet wurden.

## Geschichte

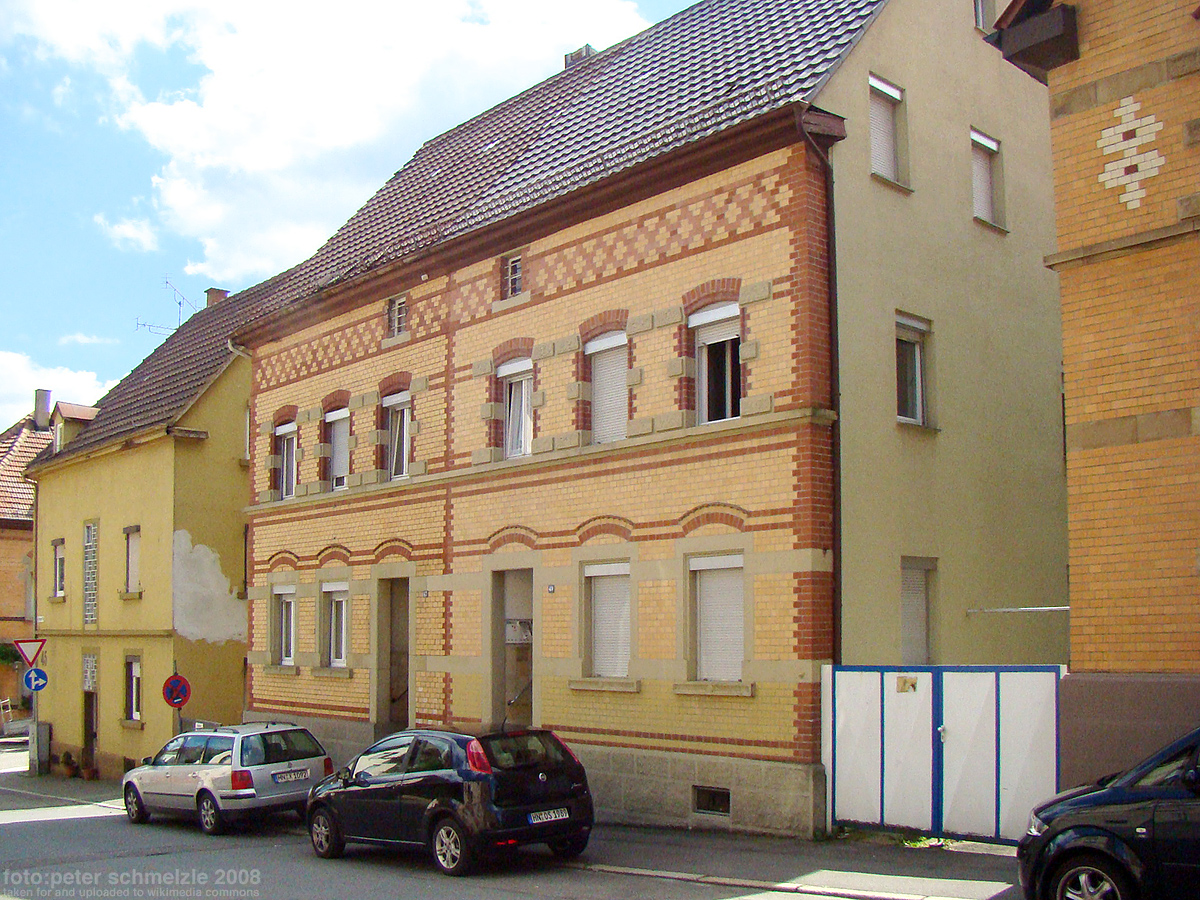
Zahlreiche Gebäude wie das in der Eppinger Straße 47/49 in Heilbronn-Böckingen wurden mit Böckinger Ziegeln errichtet.

Nach dem gewonnenen Deutsch-Französischen Krieg wurde im April 1872 unter Führung der Rümelin-Bank und unter Beteiligung der Papierfabrikanten Adolf von Rauch und Gustav Schaeuffelen die Baugesellschaft Heilbronn als Baugeschäft für den Wohnungs- und Industriebau gegründet. Bei der Gründung war der Bankier Max Rümelin Aufsichtsratsvorsitzender, Vorstandsvorsitzender war Adolf Otto. Zum Unternehmen zählten ein Sandsteinbruch und eine Kies- und Sandgrube. Nach kurzer Zeit errichtete man auch eine Maschinenziegelei, in der zunächst nur Mauersteine, später auch Dachziegel produziert wurden. Ferner zählte zum Unternehmen ein Zementwerk in Ubstadt. Bis 1896 begrenzte man das Geschäftsfeld dann auf Immobiliengeschäfte in Heilbronn und den Betrieb der Ziegelei. 1914 hatte das Unternehmen 72 Mitarbeiter.
1923 fusionierte die Baugesellschaft mit der 1898 gegründeten Dampfziegelei in Neckargartach, die infolge der Kriegswirtschaft des Ersten Weltkriegs und der Inflationszeit in wirtschaftliche Schieflage geraten war. Die Ziegelei in Böckingen wurde 1926/27 umgebaut und modernisiert. Aufgrund von Rohstoffmangel und Absatzproblemen gab man die Neckargartacher Ziegelei, wo zuletzt 60 Personen beschäftigt waren, 1930 auf. Die Fabrikgebäude wurden 1936 abgebrochen. Im Zweiten Weltkrieg musste das seit 1937 Ziegelwerke Heilbronn-Böckingen AG genannte Unternehmen seine Produktion in Böckingen zunächst einschränken und mit fortschreitendem Kriegsverlauf ganz einstellen.
Nach der Währungsreform wurde die Böckinger Ziegelei abermals modernisiert und profitierte von dem hohen Ziegelbedarf, der sich durch den Wiederaufbau der zerstörten Gebäude in den Orten der Umgebung ergab. Um 1960 hatte das Unternehmen 160 Beschäftigte. Der größte Anteilseigner war das Portland-Cement-Werk in Lauffen am Neckar. 1971 erwarb der Hauptkonkurrent, das Weinsberger Ziegelwerk Koch & Söhne, den Mehrheitsanteil. Die bisherige Böckinger Aktiengesellschaft wurde daraufhin 1975 aufgelöst und das Unternehmen in eine GmbH umgewandelt. Hauptgesellschafter der Ziegelwerke Heilbronn-Böckingen GmbH waren Koch & Söhne mit mehr als 98 % Kapitalanteil. 1977 benannte man das Unternehmen in Böckinger Ziegel GmbH um.

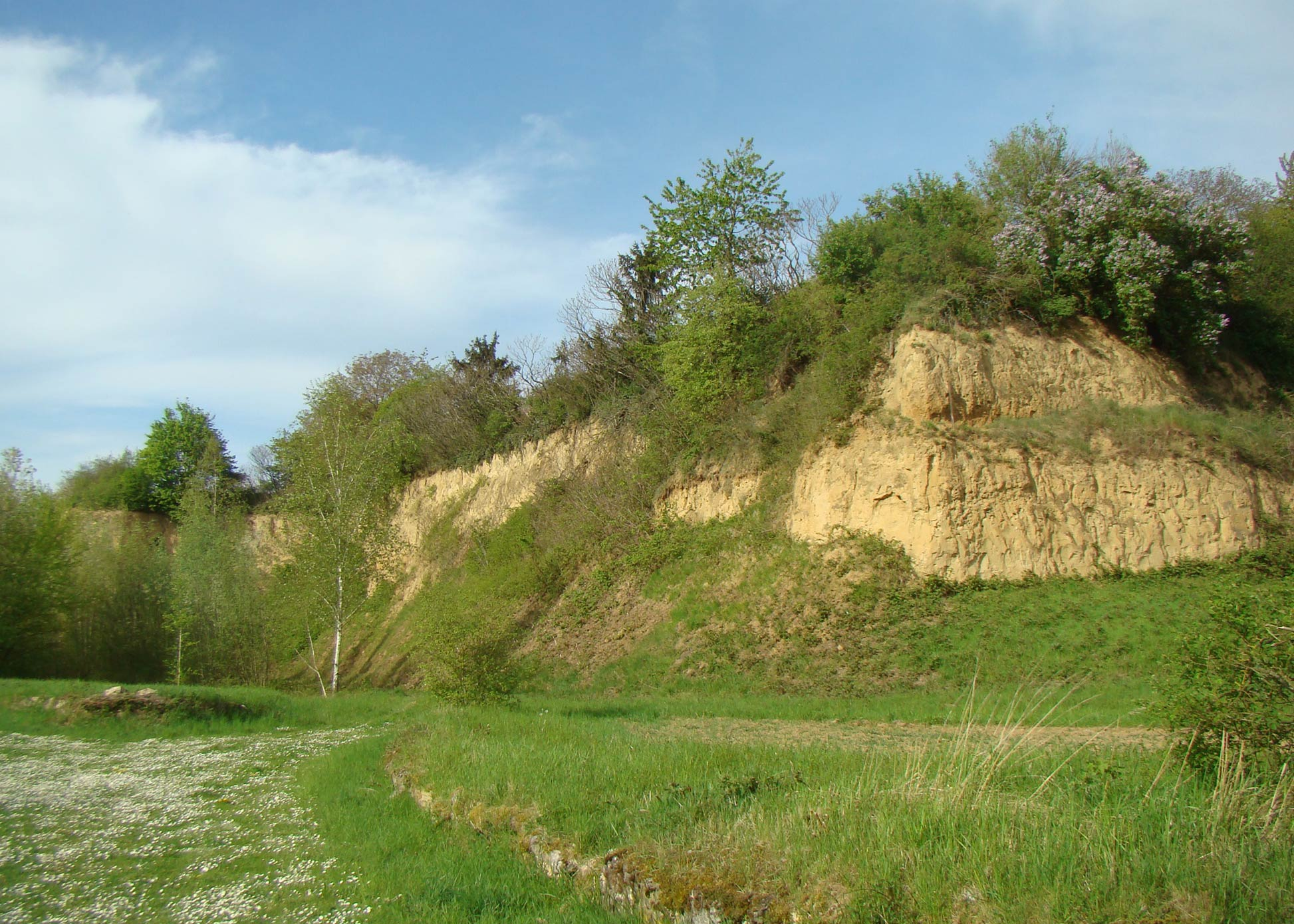
Die Lösswand im Ziegeleipark ist seit 1991 ein Naturdenkmal

Der Konkurs von Koch & Söhne 1983 führte auch zum Ende der Böckinger Ziegelei. Das 16 Hektar große Gelände gelangte über eine Zwangsversteigerung 1985 in den Besitz der Stadt Heilbronn. Das Böckinger Unternehmen wurde 1988 aus dem Handelsregister gelöscht, das frühere Betriebsgelände der Ziegelei wurde bis 1995 zum Ziegeleipark umgestaltet. Die durch die Abbautätigkeit der Ziegelei entstandene 10 Meter hohe Lösswand auf dem einstigen Firmengelände wurde gemeinsam mit einem 40 Meter breiten vorgelagerten Schutzstreifen bereits 1991 zum flächenhaften Naturdenkmal erklärt.
Vor allem in Böckingen, aber auch in zahlreichen umliegenden Orten haben sich Gebäude erhalten, die mit Böckinger Ziegeln errichtet wurden, darunter das denkmalgeschützte Ensemble Eppinger Str. 47,49, 51, 64, 66, 68 und 72 in Böckingen und das früher zum Heilbronner Rotlichtviertel zählende Doppelhaus Sontheimer Straße 3/5 in Heilbronn.